# Лекса Мануш
Лекса Мануш (творчий псевдонім, справжнє Олександр Дмитрович Белугін; 7 лютого 1942, Рига, Латвія — 25 травня 1997, Москва, Росія) — радянський циганський поет, лінгвіст та етнограф другої половини XX століття.
Лекса — циганське скорочення від Олександра, Мануш — «людина» циганською.

## Наукова діяльність
Понад 20 років подружжя Бєлугіних працювали в Інституті Наукової Інформації по Суспільним Наукам (ІНІСН) АН СРСР, Лекса Мануш — в Секторі Мовознавства. В Інституті Сходознавства АН СРСР він закінчив аспірантуру. Лексу Манушу вважали унікальним лінгвістом, що вільно володів англійською, німецькою, французькою, італійською, іспанською, португальською, румунською, голландською, угорською, фінською, естонською, латиською, литовською, казахською, всіма слов'янськими та скандинавськими мовами, івритом, урду, фарсі, хінді, санскритом. За підрахунками його колег, загалом (різною мірою) він володів щонайменше 50 мовами, і знав близько десятка діалектів циганської мови.